# روبن بيكر (كاتب)
روبن بيكر (بالإنجليزية: Robin Baker)‏ هو كاتب بريطاني، ولد في 13 مارس 1944.